# Kuşaklı
Koordinaten: 39° 18′ 30″ N, 36° 54′ 35″ O

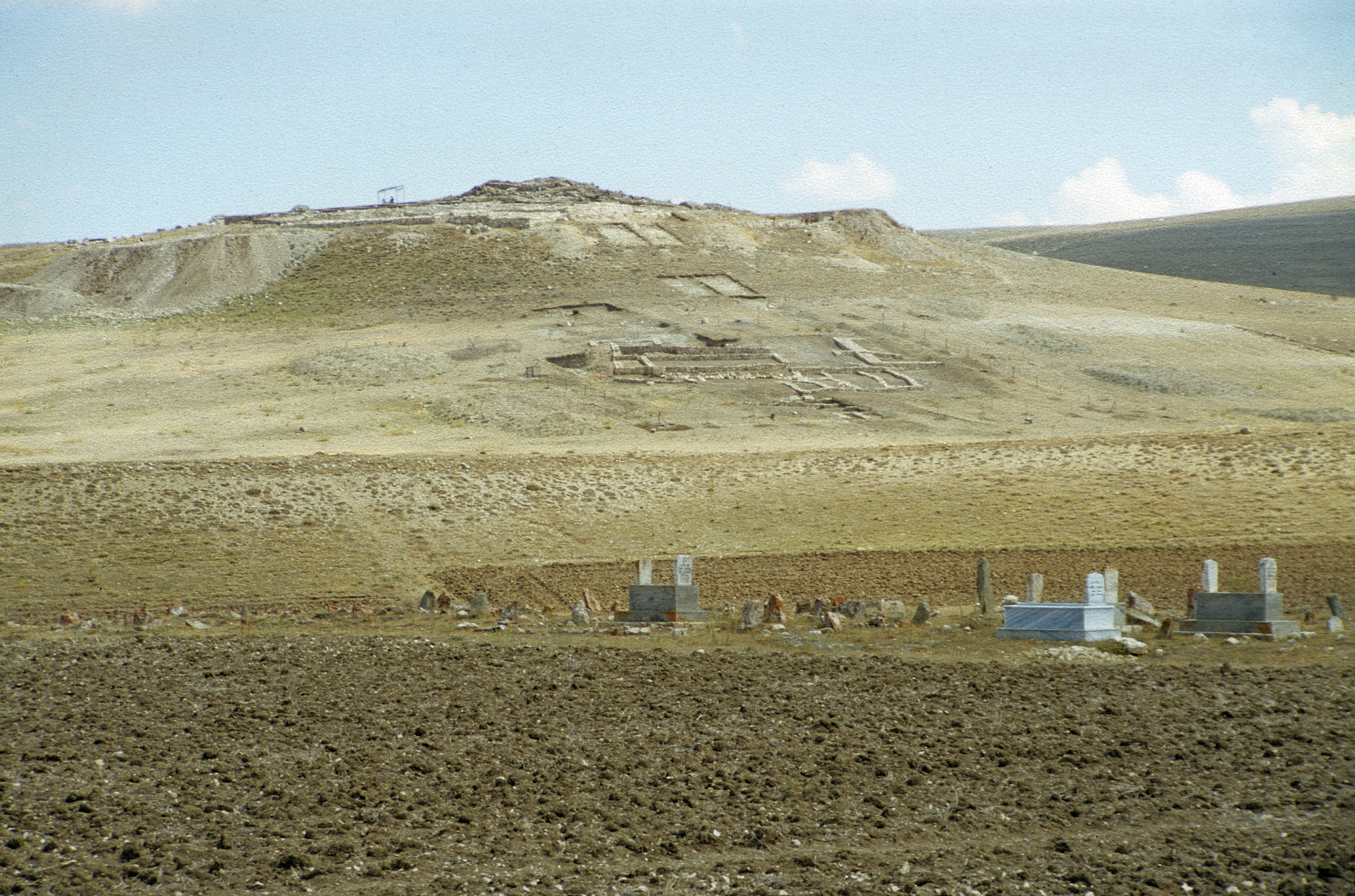
Siedlungshügel von Kuşaklı

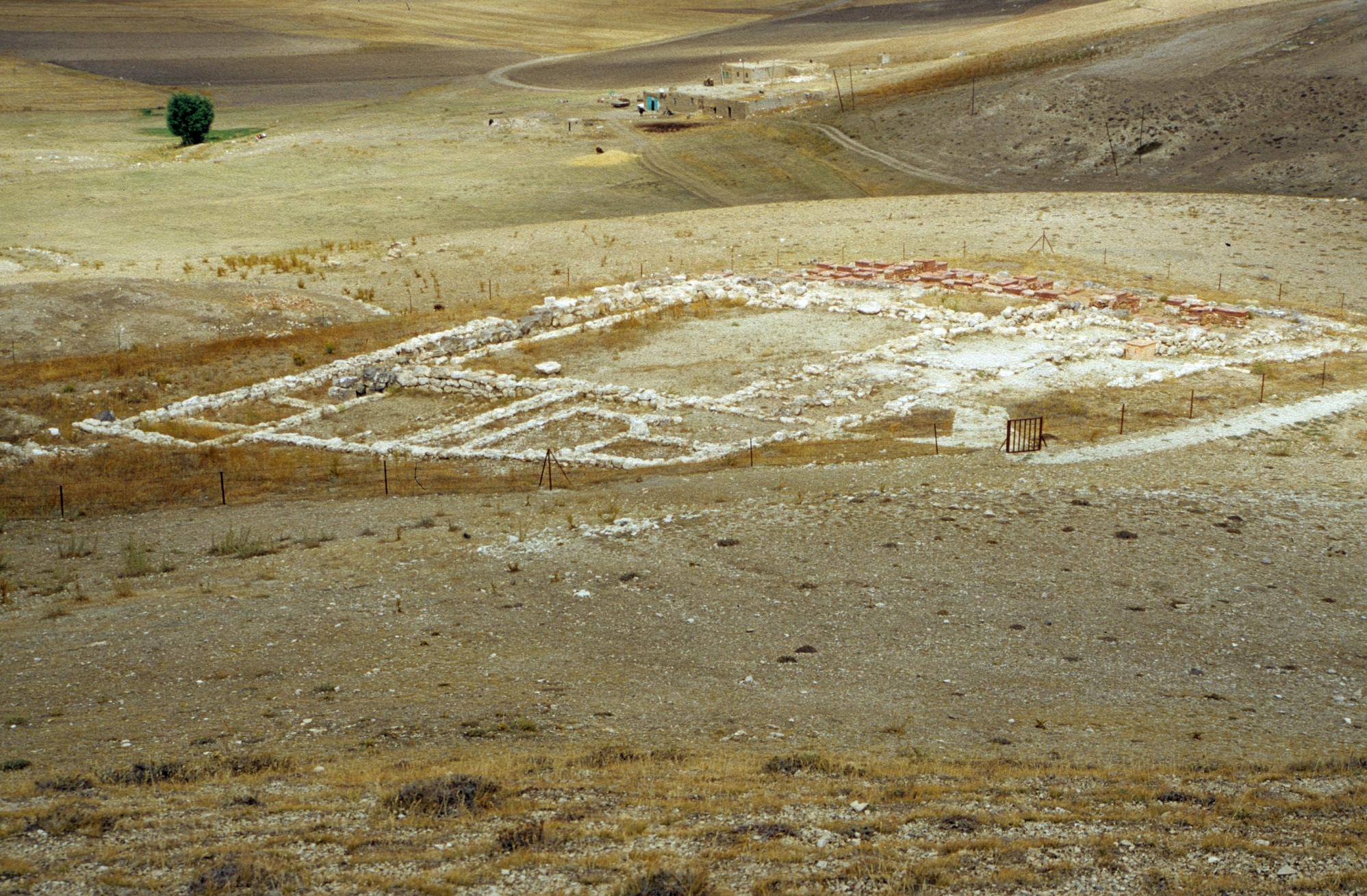
Tempel 1 auf der Nordterrasse

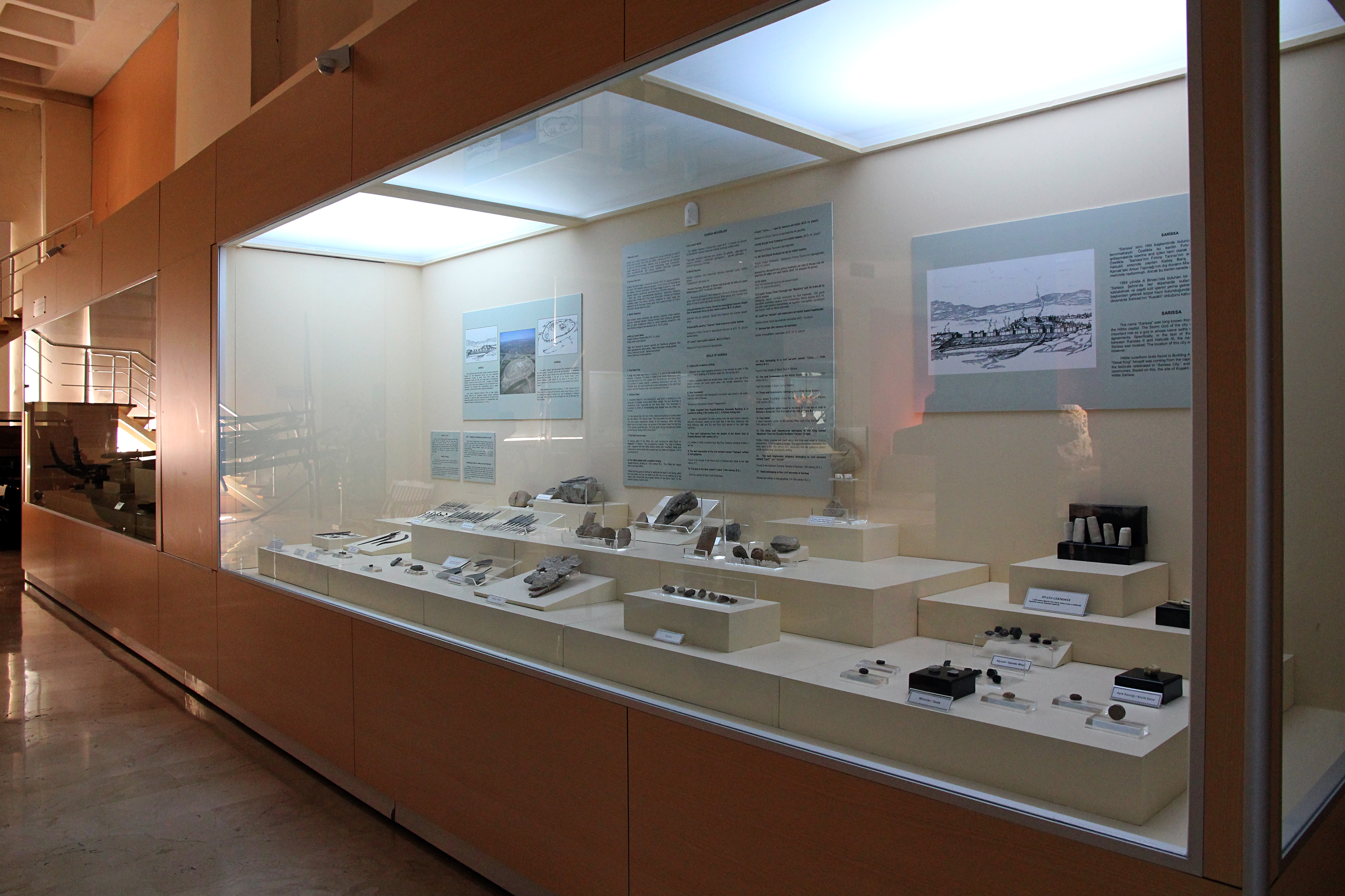
Funde aus Kuşaklı im Museum von Sivas

Kuşaklı (türkisch für „das Umgürtete“, hethitischer Lokalname wahrscheinlich Šarišša, auch Kuşaklı-Sarissa) war eine hethitische Stadt am Rand des ostanatolischen Hochlandes im Osten der Türkei. Die Fundstelle liegt im Süden der heutigen Provinz Sivas in einer Beckenlandschaft mit Steppenvegetation, wie sie typisch für Ost-Kappadokien ist. Der Siedlungshügel wurde von 1993 bis 2004 in jährlichen Kampagnen ausgegraben.

## Geschichte
Dendrochronologische Daten belegen eine Gründung Šariššas im letzten Drittel des 16. Jahrhunderts v. Chr. Da keine älteren Siedlungsschichten ausgegraben werden konnten, ist Šarišša bislang die einzige archäologisch erfasste Stadtneugründung der Hethiter, die sonst nur aus Keilschrifttexten überliefert sind. Bei der Errichtung der Gebäude musste daher nicht auf bereits bestehende Bausubstanz Rücksicht genommen werden. Es bot sich die Möglichkeit einer planmäßigen Neubebauung, die sich zumindest auf der Akropolis, dem alten Stadt-Zentrum, an einem axialen Straßensystem orientierte. Aus Texten, die vor Ort gefunden wurde, geht hervor, dass Šarišša vom hethitischen Großkönig regelmäßig besucht wurde, um hier dem Wettergott in Ritualen zu huldigen. Hauptziel der rituellen Reise war der sogenannte Huwasi-Stein, der nach den Texten außerhalb der Stadt verehrt wurde. In der Tat gibt es etwa 2 km südlich der Stadt Reste eines Teiches und eines Heiligtums aus hethitischer Zeit, bei denen es sich wahrscheinlich um den Ort dieses Steines handelt. Der Wettergott von Šarišša wird, gemeinsam mit dem Wettergott von Šapinuwa, unter anderem in dem Šuppiluliuma-Šattiwazza-Vertrag (KoB 1,1) und im Vertrag zwischen Ḫattušili III. und Ramses II. erwähnt. Seine Partnerin war die Göttin Anzili.
In hethitischen Texten werden diverse Kultorte des Wettergottes genannt, der eine besondere Rolle in der hethitischen Religion spielte. Šariššas gehörte zu den wenigen Kultorten des Gottes, die lokalisiert werden können.
Auf einem Keilschrifttext aus der Stadt wird der hohe Würdenträger Arma-Tarḫunta (um 1280 v. Chr.), der auch aus anderen Quellen bekannt ist, genannt. Demnach scheint er ein Haus in der Stadt gehabt zu haben, das ihm aber weggenommen wurde, da er in Ungnade fiel. Das Haus ging an das Haus des Labarna über, bei dem es sich um eine sonst auch in der Stadt belegte Institution handelt, von der aber nichts weiter bekannt ist.
Im 14. und dann wieder im 13. Jahrhundert v. Chr. wurde die Stadt von Erdbeben heimgesucht. Šarišša ging in diesen Katastrophen jedoch nicht unter. Ihr Ende fand die hethitische Stadt um 1200 v. Chr. in einer weiteren Brandkatastrophe, die wahrscheinlich auf Feinde zurückging. Der Ort blieb in einem bescheidenen Umfang weiter besiedelt. Die Reste der Architektur und materiellen Kultur bezeugen eine Kontinuität, jedoch in viel bescheideneren Umfang. Die Keramik dieser früheisenzeitlichen Phase knüpft an hethitische Keramik der Großreichszeit an und ist weiterhin scheibengedreht. Anders als auf dem Büyükkaya in Ḫattuša, wo ebenfalls früheisenzeitliche Keramik ans Licht kam, die Traditionen der Spätbronzezeit fortführt, fehlt in Kuşaklı handgemachte Keramik.
Nach einem Hiatus von mehreren Jahrhunderten wurde das Ruinenfeld in der mittleren Eisenzeit, während des 8.–6. Jahrhundert v. Chr. wieder besiedelt. Siedlungsreste fanden sich vor allem auf dem Hügel, aber auch in der Unterstadt. Es ist unbekannt, ob dieser Ort einem damaligen Staat angehörte. Die Keramik zeigt phrygische Formen. Es ist aber nicht sicher, ob das Gebiet der Stadt zum Reich der Phryger gehörte. Der Ort blieb nur eine kurze Zeit besiedelt. Im 6. Jahrhundert v. Chr. wurde auf der höchsten Stelle der Oberstadt eine runde Festung errichtet, die auch nur für eine kurze Zeit stand und in einem Kampf unterging. Welche Parteien hier kämpften, ist unbekannt. Um Christi Geburt wurde auf der höchsten Stelle der Stadt ein Grabhügel mit einer aus Stein ausgemauerten Grabkammer errichtet. Die Kammer wurde schon in der Antike beraubt. Es fanden sich Reste von sechs Skeletten.

## Stadt und Bauten
Die Stadt bestand aus einer Ober- und einer Unterstadt, die zusammen etwa 53 Hektar einnahmen. Die Oberstadt lag auf einen Hügel, während sich die Unterstadt nördlich davon aufs flache Land ausbreitete. Die Ausgrabungen konzentrierten sich vor allem auf die Oberstadt, da die Unterstadt durch landwirtschaftliche Aktivitäten stark zerstört war. Die Unterstadt ist Teil einer Stadterweiterung aus dem 14. Jahrhundert v. Chr. Die Oberstadt hatte eine Stadtmauer mit vier Toren und Türmen. Sie bestand aus zwei Schalen, die im inneren im Abstand von etwa 5 bis 6 m von Quermauern gestützt wurden. Die Stadtmauer war einst etwa 1,5 km lang und hatte 48 Türme. Die Tore, von denen zwei ausgegraben wurden, waren von mächtigen Türmen flankiert. Brandspuren zeigen, dass sie bei der Eroberung der Stadt in Brand gesetzt wurden. Die Mauer der Unterstadt war etwa 2,8 km lang, wurde bisher aber nicht ausgegraben.
Das bedeutendste Bauwerk der Stadt dürfte das sogenannte Gebäude C gewesen sein. Mit einer Länge von 76 m und einer Grundfläche von 4660 m² erstreckte es sich in wohl beeindruckendem Maße über den gesamten Südwesten der Akropolis. Während seiner Nutzung, die allgemein als Tempel umschrieben werden kann, erfuhr es einen erheblichen Schaden durch ein Erdbeben, wurde aber erneuert und musste erst im frühen 14. Jh. v. Chr. endgültig aufgegeben werden, als die Stadt erobert, geplündert und zumindest teilweise niedergebrannt wurde. Es dürfte sich um den Tempel des Wettergottes handeln.
Ein weiterer Tempel (Tempel 1) stand im Norden der Stadt. Er war etwa 54 × 36 m groß mit einer Grundfläche von 1825 m². Er bestand aus einem großen Mittelhof mit diversen Räumen darum angeordnet. Es kann vermutet werden, dass hier Anzili verehrt wurde, die in den Texten der Stadt am häufigsten nach dem Wettergott genannt wird. In diesem Tempel fanden sich zahlreiche Siegel, darunter auch solche eines bisher nicht bekannten Königs. Die Siegel von Privatleuten überliefern Namen und zum Teil Berufe der Stadtbewohner: Lazzi und Armizzi (?), Luwa, der Schreiber, Hatzi, der Wagenlenker (?), Suppiluliuma, Tarhuntaija (?) und Samili.
In der Nahe von Tempel 1 und nahe beim Nordosttor stand die sogenannte Karawanserei. Es handelt sich um Ställe für Pferde. Hier fanden sich auch mehrere Skelette von Pferden, die bei einem Erdbeben erschlagen wurden. Offensichtlich machten hier königliche Streitwagen mit Pferden halt, um gefüttert und versorgt zu werden.
Im Zentrum der Stadt wurden einige größere Wohnbauten ausgegraben. Typisch für sie ist eine Mittelhalle. Gebäude A hatte auch einen Baderaum und in diesem Haus fand sich ein Keilschriftarchiv. Die Texte sind alle religiös, so dass vermutet werden kann, dass in dem Haus ein Priester wohnte. Im Westteil der Stadt wurde ein weiterer Teil mit Wohnbebauung ausgegraben. Die Häuser standen hier dicht an dicht beieinander an einer Hanglage, dadurch lagen die Fußböden auf unterschiedlicher Höhe. Auch bei diesen Wohnbauten war der Zentralraum eine kleine Halle.

## Ausgrabungen und Funde
Die archäologischen Untersuchungen werden unter Leitung von Andreas Müller-Karpe durchgeführt. Der Siedlungshügel wurde stratigraphisch untersucht und in mehrere Schichten eingeteilt. Die Stadtanlage besaß eine Befestigung und mehrere Tore. Zahlreiche hethitische Keramikfunde wurden sichergestellt.
Eine Besonderheit stellen die im Jahre 2004 gemachten Funde mykenischer Keramik dar, die sich neben einheimischer Ware bei der Freilegung des nordwestlichen Stadttores fanden. Das Importgefäß gehört zur Zeitstufe SH II und datiert in die zweite Hälfte des 15. Jahrhunderts v. Chr. Im Brandschutt des nördlichen Turmes fanden sich Scherben, die die Rekonstruktion eines Gefäßes ermöglichte. Charakteristisch sind kleine Querhenkel auf der Schulter und horizontale Streifenmuster.
Der Fundplatz liegt ca. 800 km von der Ägäisküste entfernt und stellt damit den östlichsten Fundort mykenischer Ware dar. Die Funde bilden ein wichtiges Indiz für Handelsaktivitäten der mykenischen Kultur mit dem Hethiterreich.
Auf Siegelabdrücken fand sich der sonst nicht bezeugte König Mizima (Lesung des Namens unsicher). Der Herrscher bezeichnet sich nur als König und nicht als Großkönig, wie es sonst die Herrscher des Hethiterreiches tun. Seine genaue Position ist deshalb unsicher. In der ganzen Stadt verteilt fanden sich auch Siegelabdrücke mit der Aufschrift König der Stadt Šarišša. Solche Siegel sind von keinem anderen Ort bekannt und machen die Identifizierung des Ortes sicher.
Die Funde sind zum größten Teil im Archäologischen Museum Sivas ausgestellt.